# Robert Ier de Vitré
Pour les articles homonymes, voir Robert Ier.
Robert Ier (vers 1034 † vers 1072) est seigneur de Marcillé de la mort de son père, Tristan, avant 1047, jusqu'à la sienne. Miles, chevalier, visiblement très impliqué dans les luttes de pouvoir opposant Conan II de Bretagne à son oncle Éon Ier de Penthièvre, il aurait été récompensé en devenant gardien de la seigneurie de Vitré, faisant de lui le premier membre du lignage des Robert-André à s'implanter à Vitré. Il est parfois dit princeps ou châtelain supérieur puisqu'il doit partager le pouvoir avec son nouveau vassal Hervé Ier, issu d'une famille concurrente avec laquelle Robert et ses descendants ont entretenu des relations ambigües et parfois conflictuelles pendant plus d'un siècle. Il jette de fait les bases de la baronnie de Vitré comme pôle central d'un vaste territoire, s'étendant d'est en ouest d'Acigné jusqu'aux frontières du duché de Bretagne, en érigeant notamment le premier château en pierre de la ville.

## Biographie

### Un puissant vassal impliqué dans un important conflit régional
Robert est le fils du seigneur Tristan de Marcillé et de son épouse, Innoguent de Fougères, dont l'existence est aujourd'hui contestée. Puissant seigneur de Marcillé, pagus minor du pays rennais, il est l'un des principaux fidèles de Conan II de Bretagne au moment de son accession au pouvoir face à son oncle Éon Ier de Penthièvre, quant à lui soutenu par Geoffroy II d'Anjou dit Martel. Il joue, par exemple, un rôle central dans les tentatives répétées du duc de Bretagne de conquérir la Craonnais puisqu'il tisse une alliance avec la famille de Craon en épousant Berthe, fille du seigneur Garin. En 1048, il aurait ainsi aidé le duc à entrer librement à Craon, place pourtant tenue par un fidèle de Geoffroy Martel, Suhard le Jeune, oncle de Berthe que Robert de Marcillé avait probablement déjà épousée. Si la place est rapidement reprise, ses seigneurs exhérédés et une nouvelle famille de Craon mise en place par Geoffroy Martel, une alliance est pourtant renouvelée dès la génération suivante entre Ennoguen de Vitré et Renaud Ier de Craon, qui continue à être dans l'entourage de son beau-père Robert dans les années 1060 et 1070,. Les liens entre les deux familles sont tels que c'est auprès du seigneur de Marcillé, devenu alors gardien de Vitré, que Garin, fils illégitime de Suhard de Craon, est venu trouver refuge après que sa famille a perdu son fief. Plus encore, un Suhard est attesté comme préfet de Marcillé à la fin du XIe siècle et un autre comme seigneur d'Acigné, ce qui laisse supposer que la première famille de Craon s'est alors enracinée en baronnie de Vitré.
Profitant peut-être du désordre ambiant, Mathias Ier de Nantes semble entrer en guerre tant contre Conan II que contre Geoffroy Martel à la fin des années 1040, jusqu'à ce que le Nantais soit pris par le duc de Bretagne entre 1050 et 1054. Cela est révélé par un conflit interposé qui implique Robert de Marcillé et Briant Ier de Châteaubriant qui sont en conflit ouvert entre 1049 et 1050. Si Robert semble par exemple avoir fait prisonnier deux vassaux de son adversaire, ce dernier a dû apparaître comme une menace suffisante pour que le prieur Jonas de Marcillé, dont les prédécesseurs étaient en place depuis le temps de Riwallon le Vicaire, fuie le bourg. Si l'on considère par ailleurs la construction contemporaine d'un château voisin mieux défendable à La Guerche, cette guerre pourrait avoir contribué au déplacement progressif entre 1047 et le début des années 1060 du centre du pouvoir de Robert vers Vitré. La datation est incertaine mais celui-ci apparaît comme « Vitriensium custode », gardien du Vitréais, dès 1047, dans un acte de donation de l'église de Montautour à l'abbaye de Redon. C'est le début de l'implantation de la lignée dite des Robert-André à Vitré, même si d'autres seigneurs d'une lignée concurrente y sont déjà installés au moins depuis le début du XIe siècle. 
Robert est bien un vassal fidèle. En 1050, il est indiqué comme témoin d'un acte de Main, puissant évêque de Rennes choisi par Conan II de Bretagne, tandis qu'il souscrit un acte de son suzerain à Combourg à la même époque. Cela tranche avec l'ambivalence de la position de l'autre seigneur de Vitré Hervé Ier, issu d'une famille appelée à rivaliser avec les successeurs de Robert. Ainsi, s'il apparait comme soutien de Conan à sa prise de pouvoir en 1047, il est dans l'entourage du concurrent de celui-ci, Éon Ier de Penthièvre, en 1056, avant de compter à nouveau parmi les fidèles du comte de Rennes au moment de sa victoire en 1057. C'est pourquoi Conan semble alors plutôt appuyer Robert, vassal au soutien indéfectible qui devient à partir des années 1060 « princeps et dominus castri » de Vitré. Apparaît alors une forme de primauté de Robert sur son nouveau fief même si Hervé garde ses possessions. Celui qui jusque-là n'était que le gardien, devient le « premier », le « seigneur châtelain supérieur ». 
En 1066, à la mort de Conan II de Bretagne, Robert Ier semble renouveler sa fidélité au comte de Rennes, puisqu'il apparaît dans quatre actes Geoffroy Grenonat et de sa mère Berthe de Blois jusqu'en 1076. Il a même été présent dans l'entourage du roi Philippe Ier lorsque celui-ci est venu apporter son soutien à Geoffroy Grenonat dans son conflit l'opposant à l'archevêque de Dol Juhel. Robert est également actif sous les ordres de Guillaume le Conquérant, participant notamment à la bataille d'Hastings, le 14 octobre.

### L'implantation à Vitré

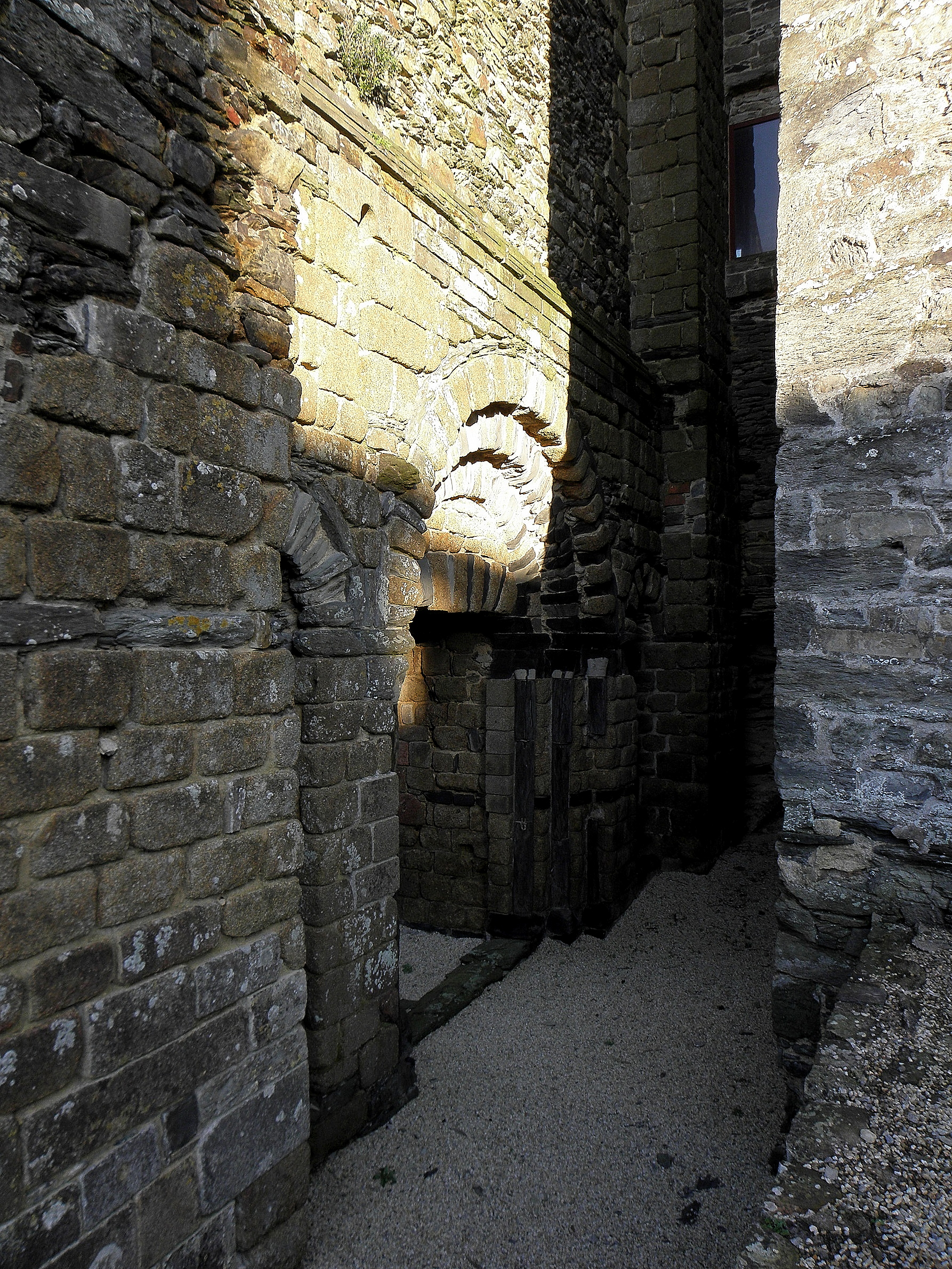
Vestiges de la chapelle romane du château de Robert Ier à Vitré.

Dans le cadre de l'opposition entre Conan II de Bretagne et Éon Ier de Penthièvre, ce serait également les tensions qui traversent le pays rennais en ce milieu de XIe siècle qui seraient à l'origine d'une recomposition du réseau castral. Tandis que se développent les forteresses de Pouancé et de La Guerche, dont Hervé de Martigné et Sylvestre de La Guerche deviennent respectivement les premiers seigneurs, est ainsi érigé par Robert Ier le premier château en pierre de Vitré, en remplacement du précédent, construit en bois par les Goranton-Hervé. Le nouvel édifice s'établit en face de l'ancien, au sein d'un bourg appelé Sainte-Marie, du nom d'une église aujourd'hui connue sous le nom de Notre-Dame ; deux chapelles, Saint-Julien et Saint-Michel occupaient auparavant le site de la forteresse ; il ne reste que quelques vestiges de la première, à l'extrémité de l'éperon rocheux. Le site de Marcillé est, quant à lui, délaissé, probablement en raison des conflits opposant les comtes de Nantes à ceux de Rennes, tout en restant bien sous le contrôle du gardien, du custos, de Vitré. Ainsi, le bourg est alors dit situé « in territorio castri Vitriaci », c'est-à-dire dans la châtellenie de Vitré. Le porche roman de la forteresse de Robert Ier existe encore aujourd'hui.
En quête de contrôle sur Vitré, Robert Ier aurait eu du mal à asseoir sa mainmise sur les nombreuses institutions religieuses de la ville, alors divisée en plusieurs bourgs distincts. Il cherche en ce sens à se trouver une autorité nouvelle et à y estomper l'autorité d'Hervé Ier et de son fils Goranton II. Il s'appuie alors sur des alliés nouveaux, à savoir les influents moines de Marmoutier, dont un certain Urvodius, qui se voient donner par lui le site du vieux château de bois des Goranton-Hervé, situé de l'autre côté de la Vilaine. Il y fonde, à partir de 1064, en présence de l'évêque de Rennes Main, de l'abbé Barthélémy et de son beau-fils Renaud Ier de Craon, un prieuré de douze moines, communauté digne d'une véritable abbaye même s'il est incertain qu'elle est un jour été au complet,. C'est alors tout un bourg, nommé Sainte-Croix du nom du vocable du prieuré, qui se constitue derrière l'ancienne enceinte, face à Sainte-Marie. Les deux ensembles restent néanmoins intimement liés puisque, là où Robert Ier siège à Sainte-Marie même depuis le château qu'il vient d'ériger, ce sont des parents qui sont prieurs de Sainte-Croix, à l'image d'un certain Riwallon, domus attesté vers 1090-1106, dont le prénom, identique au plus vieil ancêtre connu de la famille, est signe d'une certaine filiation. Les moines, en plus de celui de Sainte-Croix, ont choisi un autre vocable, celui de Saint-Blaise, qui fait référence à Blaise de Sébaste, évêque du IVe siècle très populaire à l'époque carolingienne. De même, y est vraisemblablement accolée une chapelle Saint-Sauveur, invocation ancienne au XIe siècle déjà. Enfin, le nom des foires du bourg faisant référence à saint Blaise, il est probable que Sainte-Croix ait été de fait bien antérieure à la fondation du prieuré en lui-même et qu'il remonterait à un hypothétique monastère carolingien abandonné et reconstruit comme château des Goranton-Hervé. Dès lors, Robert Ier se serait tout autant assuré le contrôle de Sainte-Croix, appelée Vieux-Bourg, que de Sainte-Marie, en y construisant son nouveau château. Il bénéficie désormais d'une véritable aura spirituelle, en plus d'être un puissant seigneur autonome du pouvoir comtal.
Robert Ier est un seigneur puissant. Vingt-quatre ou vinqt-cinq mottes sont tenues par ses vassaux. Parmi eux, en plus des chevaliers de Cornillé, de Landavran et des autres fiefs environnants, se trouve Hervé Ier, qui agit en tant que co-seigneur puisqu'il continue à participer à la perception des coutumes et tonlieux de la baronnie de Vitré, droit qu'il possédait déjà du temps où il était seul en son château. Il reste néanmoins subordonné à Robert Ier, le princeps, qui doit faire face successivement à Guy Ier puis à Hamon de Laval , qui interviennent régulièrement aux confins de ses terres, à Bréal et dans la forêt du Pertre notamment,.

## Union et postérité
Il épouse avant 1047 ou vers 1051 Berthe de Craon, fille de Garin, seigneur de Craon, avec qui il a une fille, et un potentiel fils :
- Ennoguen de Vitré, épouse de Renaud Ier de Craon et mère de Robert de Craon, deuxième maître de l'ordre du Temple ;
- Guy de Craon, époux d'une Normande nommée Isabelle. Seigneur anglo-breton, il est décrit comme ayant André Ier comme « frère aîné » par Katharine Keats-Rohan, bien que celui-ci soit né d'une seconde union. Il reçoit la terre de Freiston en Angleterre après 1075 devenant le premier d'une lignée de barons[13]. Un Alan de Creoun est ainsi cité comme fondateur en 1114 du prieuré de Freiston (en)[14],[15]. La filiation entre Robert et la branche de Craon de Freiston est qualifiée de « supposé[e] » par Michel Brand'Honneur[16].

De secondes noces avec une autre Berthe méconnue, il a quatre fils :
- André, baron de Vitré ;
- Robert, mort vers 1106 ;
- Philippe ;
- Guy.

Il pourrait vraisemblablement avoir un autre fils, Riwallon ; époux d'une fille anonyme d'Hervé Ier de Vitré, il peut être celui qui est prieur de Sainte-Croix à Vitré entre 1090 et 1106,. À la suite d'un accord conclu avec Guy II de Laval, ce religieux à la filiation incertaine fonde Mondevert aux marges des baronnies de Vitré et de Laval.